# Гулин, Максим Алексеевич
Максим Алексеевич Гулин (род. 16 мая 1997, Копейск, Челябинская область) — российский общественный деятель. Советник Председателя Российского движения детей и молодёжи с 20 марта 2023 года.
Депутат Государственной Думы Федерального собрания Российской Федерации VIII созыва, первый заместитель председателя комитета Государственной Думы по просвещению (12 октября 2021 — 14 марта 2023).

## Биография
Максим Алексеевич Гулин родился 16 мая 1997 года в городе Копейске Челябинской области.
В 2019 году завершил обучение в Российском экономическом университете имени Плеханова, окончил бакалавриат и магистратуру факультета бизнеса «Капитаны».
Трудовую деятельность начал младшим менеджером по региональному развитию благотворительного фонда поддержки образовательных программ «Капитаны».
На протяжении всей своей работы в рамках программы «Капитаны» организовал и провёл около 30 мероприятий формата «Workshop», 15 бизнес-интенсивов для школьников и студентов, несколько десятков лагерей, которые направлены на развитие предпринимательской и социально-общественной деятельности.
Является тренером по карате кёкусинкай, обладатель зелёного пояса с коричневой полоской. Активно продвигает и пропагандирует туризм в Челябинской области.
На выборах в Государственную Думу VIII созыва, которые прошли в сентябре 2021 года, возглавил региональный список политической партии «Новые люди» по Челябинской области. По итогам выборов получил мандат депутата Государственной Думы VIII созыва.
В 2021—2023 годах депутат Государственной думы, первый заместитель председателя комитета по просвещению. 14 марта 2023 года досрочно сложил полномочия депутата, перейдя на должность советника председателя Российского движения детей и молодёжи «Движение первых». Мандат депутата был передан Анне Скрозниковой.

## Санкции
Из-за вторжения России на Украину, находится под международными санкциями разных стран
30 сентября 2022 года внесён санкционный список Соединенных Штатов Америки «за аннексию Путиным регионов Украины» и одобрение закона о фейках.
16 декабря 2022 года внесён в санкционный список Евросоюза, так как «проголосовал за незаконную аннексию Донецкой, Луганской, Херсонской и Запорожской областей и их включение в состав Российской Федерации».
24 февраля 2023 года внесён в санкционный список Канады «близких соратников режима» за «законодательство, связанное с вторжением и попыткой аннексии четырех регионов Украины». По аналогичным основаниям, находится под санкциями Украины, Швейцарии и Новой Зеландии.